# Сражение при Эдейрсвилле
Сражение при Эдейрсвилле (англ. The Battle of Adairsville) — одно из сражений Атлантской кампании в годы американской гражданской войны, которое произошло 17 мая 1864 года северо-восточнее города Роум в штате Джорджия. Это было короткое боевое столкновение, в ходе которого южане пытались задержать федеральную армию и дать время генералу Джонстону подготовить позицию у Кэссвилла.

## Предыстория
После сражения при Ресаке 13 - 15 мая 1864 года Теннессийская армия Джозефа Джонстона уходя от преследования федеральных войск генерала Шермана, отступила южнее. Форсировав реку Останулла, но будучи не в состоянии организовать мощной обороны у Калхоуна, из-за равнинной местности, Джонстон в ночь с 16 на 17 мая 1864 года перевел свою армию к Эдейрсвиллу.
В то же самое время Шерман держался на расстоянии от Атланты. Он преследовал Джонстона тремя колонами. На всем протяжении маршрута до Эдейсвилла у солдат федеральной армии состоялось несколько мелких боестолкновений, с арьергардными отрядами южан, но в крупные сражения никто не вступал.

## Сражение
Сражение началось, когда утром 17 мая 1864 года в двух милях севернее Эжейсвилля IV корпус федеральной армии Оливера Ховарда столкнулся с корпусом южан Уильяма Харди и вступил с ними в перестрелку. В след за этим, 44-й Иллинойский и 24-й Висконсинский пехотные полки федеральной армии во главе с майором Артуром Макартуром атаковали позиции дивизии южан генерал-майора Бенджемина Чазема, но понеся тяжелые потери были вынуждены отступить.
Корпус Ховарда мог разгромить Харди, но их атака была прекращена по приказу генерала Томаса.
Воспользовавшись передышкой Джонстон надеялся организовать в Эдейрсвилле оборону и дать решающее сражение Шерману, но местность вновь не располагала для этого и он был вынужден продолжить отступление.